# Futbol'nyj Klub Černihiv 2023-2024
Questa voce raccoglie le informazioni riguardanti il Futbol'nyj Klub Černihiv nelle competizioni ufficiali della stagione 2023-2024.

## Stagione
Nella stagione 2023-2024 il F.K.Černihiv ha disputato la Perša Liha, massima serie del campionato ucraino di calcio. La partita del 4º turno tra Černihiv e FSC Mariupol', prevista per il 19 agosto 2023 è stata posticipata a causa dei razzi caduti nella città di Černihiv. Nell'ottobre 2023 il centrocampista Artem Strilets viene convocato per la prima volta, nella nazionale ucraina di calcio studentesca per la Coppa del Mondo 2023, tenutosi a Jinjiang, in Cina, dal 21 al 31 ottobre, dove la nazionale arriva alla finale contro il Brasile perdendo ai rigori.

## Maglie e sponsor
Lo sponsor tecnico per la stagione 2023-2024 è Jako. Lo sponsor di maglia è Jako.
| Casa | Trasferta | Terza divisa |

## Rosa 2023-2024

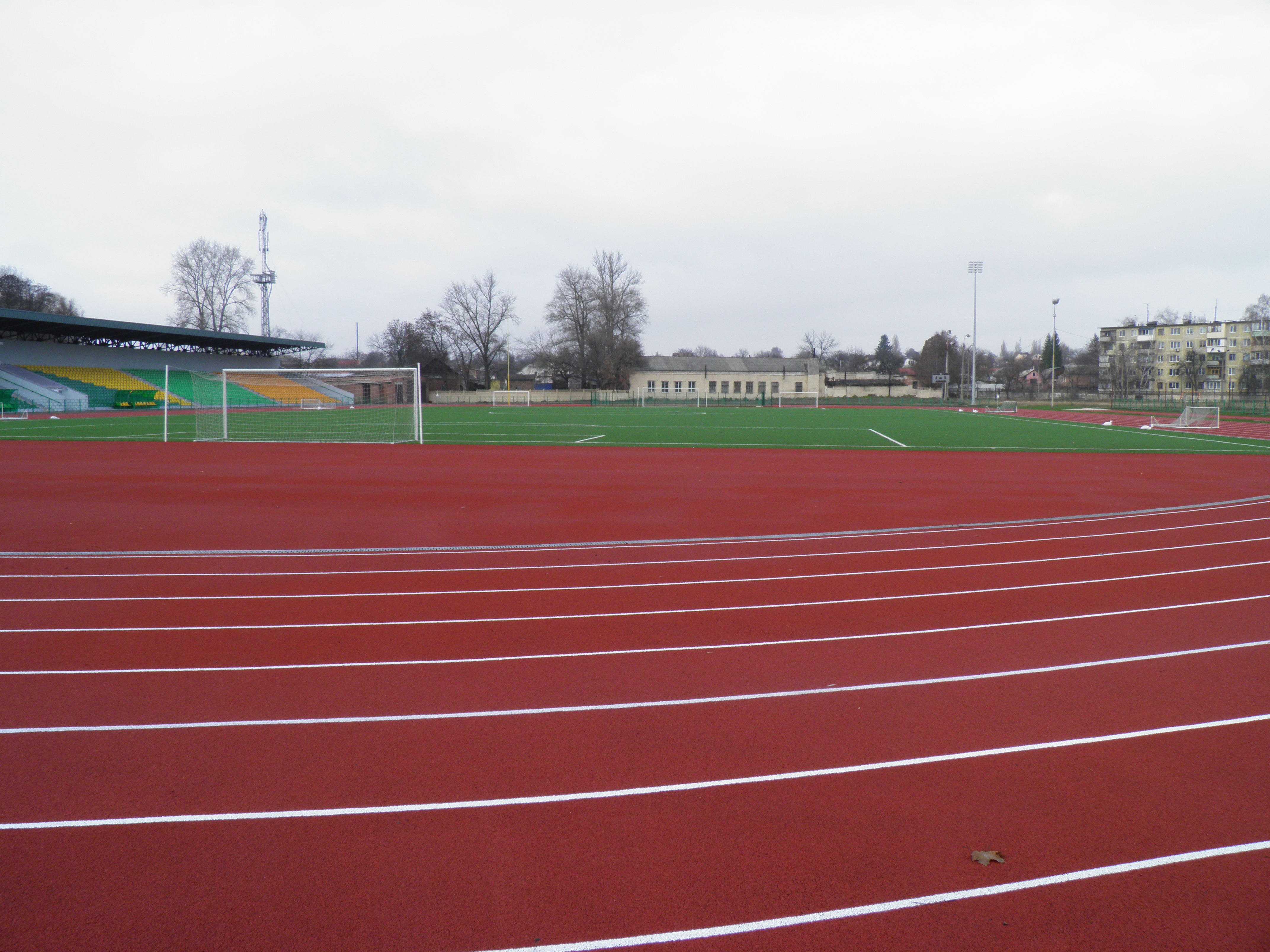
Lo Stadio Yunist dove gioca il Černihiv

Aggiornato al 13 March 2024
| N. |                    | Ruolo | Calciatore                |
| -- | ------------------ | ----- | ------------------------- |
| 1  | Ucraina (bandiera) | P     | Oleksandr Shyray          |
| 2  | Ucraina (bandiera) | D     | Eduard Galstyan           |
| 3  | Ucraina (bandiera) | D     | Maksym Shumylo            |
| 5  | Ucraina (bandiera) | C     | Danyil Khondak            |
| 5  | Ucraina (bandiera) | D     | Anatoliy Romanchenko      |
| 6  | Ucraina (bandiera) | C     | Andrij Veresotskyi        |
| 7  | Ucraina (bandiera) | C     | Dmytro Myronenko          |
| 8  | Ucraina (bandiera) | C     | Andrij Makarenko          |
| 9  | Ucraina (bandiera) | C     | Kyrylo Kryvoborodenko     |
| 10 | Ucraina (bandiera) | C     | V"jačeslav Kojdan         |
| 11 | Ucraina (bandiera) | A     | Pavlo Fedosov             |
| 13 | Ucraina (bandiera) | C     | Dzhilindo Bezghubchenko   |
| 14 | Ucraina (bandiera) | C     | Dmytro Sakhno             |
| 15 | Ucraina (bandiera) | D     | Andrij Lakeyenko          |
| 17 | Ucraina (bandiera) | C     | Stanislav Khomych         |
| 18 | Ucraina (bandiera) | C     | Vitaliy Mentey (capitano) |

| N. |                    | Ruolo | Calciatore             |
| -- | ------------------ | ----- | ---------------------- |
| 19 | Ucraina (bandiera) | C     | Nikita Posmashnyi      |
| 21 | Ucraina (bandiera) | C     | Vladyslav Shkolnyi     |
| 22 | Ucraina (bandiera) | P     | Oleksandr Roshchynskyi |
| 23 | Ucraina (bandiera) | D     | Oleksiy Zenchenko      |
| 26 | Ucraina (bandiera) | D     | Kyrylo Pinchuk         |
| 27 | Ucraina (bandiera) | D     | Daniil Davydenko       |
| 30 | Ucraina (bandiera) | C     | Artur Bybik            |
| 44 | Ucraina (bandiera) | C     | Bogdan Lyanskoronskyi  |
| 72 | Ucraina (bandiera) | P     | Jehor Kolomiyets       |
| 77 | Ucraina (bandiera) | C     | Maksym Serdyuk         |
| 77 | Ucraina (bandiera) | C     | Daniil Volskyi         |
| 79 | Ucraina (bandiera) | A     | Roman Vovk             |
| 91 | Ucraina (bandiera) | C     | Oleh Osypenko          |
| 91 | Ucraina (bandiera) | D     | Artem Strilets         |
| 99 | Ucraina (bandiera) | P     | Denys Gerasymenko      |

## Calciomercato

### Sessione estiva (dall'1/9 al 5/10)
| Acquisti         | Acquisti                | Acquisti         | Acquisti   |
| R.               | Nome                    | da               | Modalità   |
| ---------------- | ----------------------- | ---------------- | ---------- |
| C                | Dzhilindo Bezghubchenko | Dinaz Vyšhorod   | svincolato |
| C                | Stanislav Khomych       | Desna-3 Černihiv | svincolato |
| C                | Daniil Davydenko        | -                | svincolato |
| C                | Nikita Posmashnyi       | Desna-3 Černihiv | svincolato |
| D                | Artem Strilets          | Chust            | svincolato |
| P                | Denys Gerasymenko       | MSM              | svincolato |
| Altre operazioni |                         |                  |            |
| R.               | Nome                    | da               | Modalità   |

| Cessioni         | Cessioni               | Cessioni | Cessioni   |
| R.               | Nome                   | a        | Modalità   |
| ---------------- | ---------------------- | -------- | ---------- |
| P                | Artem Padun            | -        | ritirato   |
| A                | Dmytro Kulyk           | Kudrivka | svincolato |
| D                | Oleksandr Rudenko      | Kudrivka | definitivo |
| C                | Volodymyr Zubashivskyi | Kudrivka | definitivo |
| C                | Myroslav Serdyuk       | Kudrivka | definitivo |
| C                | Mykola Syrash          | Kudrivka | definitivo |
| Altre operazioni |                        |          |            |
| R.               | Nome                   | a        | Modalità   |

### Sessione invernale (dal 4/1 all'1/2)
| Acquisti         | Acquisti              | Acquisti       | Acquisti   |
| ---------------- | --------------------- | -------------- | ---------- |
| D                | Dmytro Sakhno         | Viktorija Sumy | definitivo |
| C                | Bogdan Lyanskoronskyi | Kudrivka       | definitivo |
| D                | Danyil Khondak        | Veres Rivne    | prestito   |
| D                | Oleh Osypenko         | Inhulec'       | prestito   |
| A                | Daniil Volskyi        | Nyva Ternopil' | definitivo |
| R.               | Nome                  | da             | Modalità   |
| Altre operazioni |                       |                |            |
| R.               | Nome                  | da             | Modalità   |

| Cessioni         | Cessioni             | Cessioni    | Cessioni   |
| ---------------- | -------------------- | ----------- | ---------- |
| C                | Stanislav Khomych    | -           | svincolato |
| P                | Jehor Kolomiyets     | -           | svincolato |
| D                | Artem Strilets       | -           | svincolato |
| C                | Maksym Serdyuk       | Livyj Bereh | definitivo |
| C                | Anatoliy Romanchenko | Inhulec'    | definitivo |
| R.               | Nome                 | a           | Modalità   |
| Altre operazioni |                      |             |            |
| R.               | Nome                 | a           | Modalità   |

## Risultati

### Coppa d'Ucraina

#### Risultati
| Arbitro: | A.Mykhailyuk (Žytomyr) |

|            |           |                               |
| Kojdan 19’ | Marcatori | Lytovchenko 35’ Vakulenko 50’ |

## Statistiche

### Statistiche di squadra
| Competizione    | Punti | In casa | In casa | In casa | In casa | In casa | In casa | In trasferta | In trasferta | In trasferta | In trasferta | In trasferta | In trasferta | Totale | Totale | Totale | Totale | Totale | Totale | DR  |
| Competizione    | Punti | G       | V       | N       | P       | Gf      | Gs      | G            | V            | N            | P            | Gf           | Gs           | G      | V      | N      | P      | Gf     | Gs     | DR  |
| --------------- | ----- | ------- | ------- | ------- | ------- | ------- | ------- | ------------ | ------------ | ------------ | ------------ | ------------ | ------------ | ------ | ------ | ------ | ------ | ------ | ------ | --- |
| Perša Liha      | 13    | 9       | 2       | 1       | 6       | (8)     | (18)    | 9            | 2            | 0            | 7            | (11)         | (20)         | 18     | 4      | 1      | 13     | 20     | 44     | -24 |
| Coppa d'Ucraina |       | 1       | 0       | 0       | 1       | 1       | 2       | 0            | 0            | 0            | 0            | 0            | 0            | 1      | 0      | 0      | 1      | 1      | 2      | -1  |
| Totale          | 13    | 10      | 2       | 1       | 8       | 9       | 20      | 9            | 2            | 0            | 7            | 11           | 20           | 18     | 4      | 1      | 14     | 21     | 46     | -25 |

### Andamento in campionato
| Giornata  | 1 | 2 | 3 | 4 | 5 | 6 | 7  | 8  | 9 | 10 | 11 | 12 | 13 | 14 | 15 | 16 | 17 | 18 | 19 | 20 | 21 | 22 |
| --------- | - | - | - | - | - | - | -- | -- | - | -- | -- | -- | -- | -- | -- | -- | -- | -- | -- | -- | -- | -- |
| Luogo     | C | C | T |   | T | C | T  | C  | C | T  | T  | C  | T  | T  | C  | T  | C  | T  | C  | C  | C  | T  |
| Risultato | V | P | P |   | P | P | P  | P  | V | P  | V  | P  | P  | P  | P  | P  | P  | V  | N  | N  |    |    |
| Posizione | 1 | 2 | 6 |   | 8 | 9 | 10 | 10 | 9 | 5  | 7  | 7  | 8  | 9  | 10 | 10 | 10 | 9  | 9  | 18 |    |    |

Legenda:

Luogo: C = Casa; T = Trasferta. Risultato: V = Vittoria; N = Pareggio; P = Sconfitta.

### Statistiche dei giocatori
Sono in corsivo i calciatori che hanno lasciato la società a stagione in corso.
| Giocatore         | Perša Liha | Perša Liha | Perša Liha  | Perša Liha | Coppa Ucraina | Coppa Ucraina | Coppa Ucraina | Coppa Ucraina | Totale   | Totale | Totale      | Totale     |
| Giocatore         | Presenze   | Reti       | Ammonizioni | Espulsioni | Presenze      | Reti          | Ammonizioni   | Espulsioni    | Presenze | Reti   | Ammonizioni | Espulsioni |
| ----------------- | ---------- | ---------- | ----------- | ---------- | ------------- | ------------- | ------------- | ------------- | -------- | ------ | ----------- | ---------- |
| D. Bezghubchenko  | 14         | 0          | 0           | 0          | 1             | 0             | 0             | 0             | 15       | 0      | 0           | 0          |
| A. Bybik          | 16         | 0          | 4           | 0          | 1             | 0             | 0             | 0             | 17       | 0      | 4           | 0          |
| D. Davydenko      | 5          | 0          | 0           | 0          | 0             | 0             | 0             | 0             | 5        | 0      | 0           | 0          |
| P. Fedosov        | 19         | 5          | 2           | 0          | 1             | 0             | 0             | 0             | 20       | 5      | 2           | 0          |
| E. Galstyan       | 18         | 0          | 3           | 0          | 1             | 0             | 0             | 0             | 19       | 0      | 3           | 0          |
| D. Gerasymenko    | 3          | 0          | 0           | 0          | 0             | 0             | 0             | 0             | 3        | 0      | 0           | 0          |
| S. Khomych        | 2          | 0          | 0           | 0          | 1             | 0             | 0             | 0             | 3        | 0      | 0           | 0          |
| V. Kojdan         | 19         | 3          | 2           | 0          | 1             | 1             | 0             | 0             | 20       | 4      | 2           | 0          |
| J. Kolomiyets     | 0          | 0          | 0           | 0          | 0             | 0             | 0             | 0             | 0        | 0      | 0           | 0          |
| D. Khondak        | 0          | 0          | 0           | 0          | 0             | 0             | 0             | 0             | 0        | 0      | 0           | 0          |
| K. Kryvoborodenko | 17         | 2          | 2           | 0          | 0             | 0             | 1             | 0             | 17       | 2      | 3           | 0          |
| A. Lakeyenko      | 3          | 0          | 0           | 0          | 0             | 0             | 0             | 0             | 3        | 0      | 0           | 0          |
| B. Lyanskoronskyi | 1          | 0          | 0           | 0          | 0             | 0             | 0             | 0             | 1        | 0      | 0           | 0          |
| A. Makarenko      | 8          | 0          | 3           | 0          | 0             | 0             | 0             | 0             | 8        | 0      | 3           | 0          |
| V. Mentey         | 16         | 1          | 6           | 1          | 1             | 0             | 0             | 0             | 17       | 1      | 6           | 1          |
| D. Myronenko      | 9          | 0          | 1           | 0          | 0             | 0             | 0             | 0             | 9        | 0      | 1           | 0          |
| O. Osypenko       | 1          | 0          | 0           | 0          | 0             | 0             | 0             | 0             | 1        | 0      | 0           | 0          |
| K. Pinchuk        | 14         | 0          | 4           | 0          | 1             | 0             | 0             | 0             | 15       | 0      | 4           | 0          |
| N. Posmashnyi     | 15         | 3          | 1           | 0          | 1             | 0             | 0             | 0             | 16       | 3      | 1           | 0          |
| A. Romanchenko    | 15         | 1          | 5           | 1          | 1             | 0             | 0             | 0             | 16       | 1      | 5           | 1          |
| O. Roshchynskyi   | 5          | 0          | 1           | 0          | 1             | 0             | 0             | 0             | 6        | 0      | 1           | 0          |
| D. Sakhno         | 0          | 0          | 0           | 0          | 0             | 0             | 0             | 0             | 0        | 0      | 0           | 0          |
| M. Serdyuk        | 17         | 4          | 5           | 0          | 0             | 0             | 1             | 0             | 17       | 4      | 6           | 0          |
| V. Shkolnyi       | 7          | 1          | 1           | 0          | 0             | 0             | 0             | 0             | 7        | 1      | 1           | 0          |
| M. Shumylo        | 19         | 1          | 2           | 1          | 0             | 1             | 0             | 0             | 19       | 2      | 2           | 1          |
| O. Shyray         | 13         | 0          | 2           | 0          | 0             | 0             | 0             | 0             | 13       | 0      | 2           | 0          |
| A. Strilets       | 11         | 0          | 0           | 0          | 0             | 0             | 0             | 0             | 11       | 0      | 0           | 0          |
| A. Veresotskyi    | 1          | 0          | 0           | 0          | 0             | 0             | 0             | 0             | 1        | 0      | 0           | 0          |
| D. Volskyi        | 1          | 0          | 0           | 0          | 0             | 0             | 0             | 0             | 1        | 0      | 0           | 0          |
| R. Vovk           | 5          | 0          | 0           | 0          | 0             | 0             | 0             | 0             | 5        | 0      | 0           | 0          |
| O. Zenchenko      | 17         | 0          | 6           | 1          | 1             | 0             | 0             | 0             | 18       | 0      | 6           | 1          |